# Luísa Parente
Luísa Parente Ribeiro de Carvalho (Rio de Janeiro, 1 de fevereiro de 1973) é uma ex-ginasta artística brasileira, a primeira a participar de duas olimpíadas  em Seul-88 e Barcelona-92 e comentarista oficial de ginástica artística da Record TV, cobrindo diversas competições ao longo dos últimos anos na emissora incluindo os Jogos Panamericanos exclusivos da emissora desde 2007, os Jogos Olímpicos de Inverno e as Olimpíadas.
Neta de um atleta olímpico, o remador Nelson Parente, Luísa iniciou suas primeiras piruetas aos seis anos de idade na escolinha do Clube de Regatas do Flamengo e lá encerrou, aos 22 anos, a carreira esportiva.
Foi campeã estadual, brasileira e sul-americana em todas as categorias (mirim, infantil, infanto, juvenil e adulto). Parente ficou entre as 36 finalistas no individual geral da Olimpíada de 1988, a terceira brasileira consecutiva a fazê-lo, e primeira em uma edição sem boicotes. Conquistou duas medalhas de ouro nos Jogos Pan-americanos de 1991, resultados ainda não superados. Formada em Educação Física pela Universidade Gama Filho e em Direito pela Faculdade Cândido Mendes, desempenha funções em ambas as profissões. Casada com o jogador de basquete Alexey, tem como fruto desta união um casal de filhos, Manuela e José Afonso. Tem um sonho, ver a ginástica ser praticada em todas as escolas do Brasil.
Aposentada como ginasta, Luisa é consultora esportiva e dirige o Grupo Luisa Parente, que promove iniciação à ginástica nos centros conveniados, escolas e eventos. É também palestrante e  comentarista esportiva. É comentarista oficial de ginástica artística da Record TV, cobrindo diversas competições na emissora ao longo dos últimos anos, incluindo os Jogos Panamericanos, Jogos Olímpicos de Inverno e as Olimpíadas.